# Tahani Al-Qahtani
Tahani Al-Qahtani (arab. تهاني القحطاني; ur. 3 sierpnia 1999) – saudyjska judoczka. Olimpijka z Tokio 2020, gdzie zajęła siedemnaste miejsce w wadze ciężkiej.
Uczestniczka mistrzostw świata w 2021. Startowała w Pucharze Świata w 2022 roku. 
Chorąży reprezentacji na igrzyskach w 2020 roku. 

## Letnie Igrzyska Olimpijskie 2020
| Konkurencja | Eliminacje          | Klas. końcowa |
| Konkurencja | Przeciwnik I        | Miejsce       |
| ----------- | ------------------- | ------------- |
| +78 kg      | Raz Hershko (ISR) P | 17.           |